# Knooppunt Europaplein (Groningen)
Het Europaplein  in Groningen was een Nederlands verkeersknooppunt voor de aansluiting van de autowegen N7 en N46 en de autosnelweg A7. Het is een voorbeeld van een Haarlemmermeeraansluiting. De N7 uit het westen liep hier over in de N46, het verkeer van en naar de A7 in oostelijke richting werd via de afrit geleid. Het knooppunt is in 1986 geopend.
Aan de oostkant van Groningen is eind 2008 het nieuwe knooppunt Euvelgunne geopend, dat het Europaplein heeft vervangen. Knooppunt Europaplein is door de reconstructie van de zuidelijke rondweg in 2009 vervallen als knooppunt.
Oorspronkelijk was het Europaplein een rotonde. Nadat in de jaren 1980 de oostelijke ringweg werd aangelegd werd het een ongelijkvloerse kruising maar de naam is in ere gehouden.
| Aansluitende wegen voor 2009                       | Aansluitende wegen voor 2009 | Aansluitende wegen voor 2009 | Aansluitende wegen voor 2009 | Aansluitende wegen voor 2009                      |
| -------------------------------------------------- | ---------------------------- | ---------------------------- | ---------------------------- | ------------------------------------------------- |
| Europaweg richting Groningen Centrum               |                              |                              |                              | richting Delfzijl / Bedum / Eemshaven             |
|                                                    |                              |                              |                              |                                                   |
|                                                    |                              |                              |                              |                                                   |
|                                                    |                              |                              |                              |                                                   |
| richting Assen / Drachten / Leeuwarden / Amsterdam |                              |                              |                              | richting Hoogezand / Bad Nieuweschans / Oldenburg |

Huidige situatie:
| Aansluitende wegen na 2009                         | Aansluitende wegen na 2009 | Aansluitende wegen na 2009 | Aansluitende wegen na 2009 | Aansluitende wegen na 2009                                                     |
| -------------------------------------------------- | -------------------------- | -------------------------- | -------------------------- | ------------------------------------------------------------------------------ |
| Europaweg richting Groningen Centrum               |                            |                            |                            | richting Hoogezand / Bad Nieuweschans / Oldenburg Delfzijl / Bedum / Eemshaven |
|                                                    |                            |                            |                            |                                                                                |
|                                                    |                            |                            |                            |                                                                                |
|                                                    |                            |                            |                            |                                                                                |
| richting Assen / Drachten / Leeuwarden / Amsterdam |                            |                            |                            | Europaweg richting Euroborg / Aansluiting Westerbroek ()                       |

Almere · Amstel · Arnestein · Assen · Azelo · Badhoevedorp · Bankhoef · Batadorp · Beekbergen · Benelux · Beverwijk · Bodegraven ·  Boterdiep ·  Buren · Burgerveen · Coenplein · De Baars · De Hoek · De Hogt · De Nieuwe Meer · De Poel · De Punt · De Stok · Deil · Diemen · Drachten · Drie Klauwen · Eemnes · Ekkersweijer · Emmeloord · Empel · Euvelgunne · Everdingen · Ewijk · Galder · Gooimeer · Gorinchem · Gouwe · Grijsoord · Hattemerbroek · Heerenveen · Hellegatsplein · Het Vonderen · Hintham · Hoevelaken · Hofvliet · Holendrecht · Holsloot · Hoogeveen · Hooipolder · IJmuiden (niet officieel) · Joure · Julianaplein · Kerensheide · Kethelplein · Klaverpolder · Kleinpolderplein · Kooimeer · Kruisdonk · Kunderberg · Lankhorst · Leenderheide · Lunetten · Maanderbroek · Markiezaat · Muiderberg · Neerbosch · Noordhoek · Ommedijk · Oud-Dijk · Oudenrijn · Paalgraven · Princeville · Prins Clausplein · Raasdorp ·  Reitdiep ·  Ressen · Ridderkerk · Rijkevoort · Rijnsweerd · Rottepolderplein · Rozenburg · Sabina · Sint-Annabosch · Stelleplas · Slufter · Ten Esschen · Terbregseplein · Tiglia · Vaanplein · Valburg · Velperbroek · Velsen · Vlaardingen · Vught · Waterberg · Watergraafsmeer · Werpsterhoek · Westerlee · Ypenburg · Zaandam · Zaarderheiken · Zonzeel · Zoomland · Zuidbroek · Zurich

Geplande knooppunten:
De Liemers · Zestienhoven

Voormalige knooppunten:
Bocholtz · Ekkersrijt · Europaplein (Groningen) · Europaplein (Maastricht) · Lindenholt